# Halloren Schokoladenfabrik

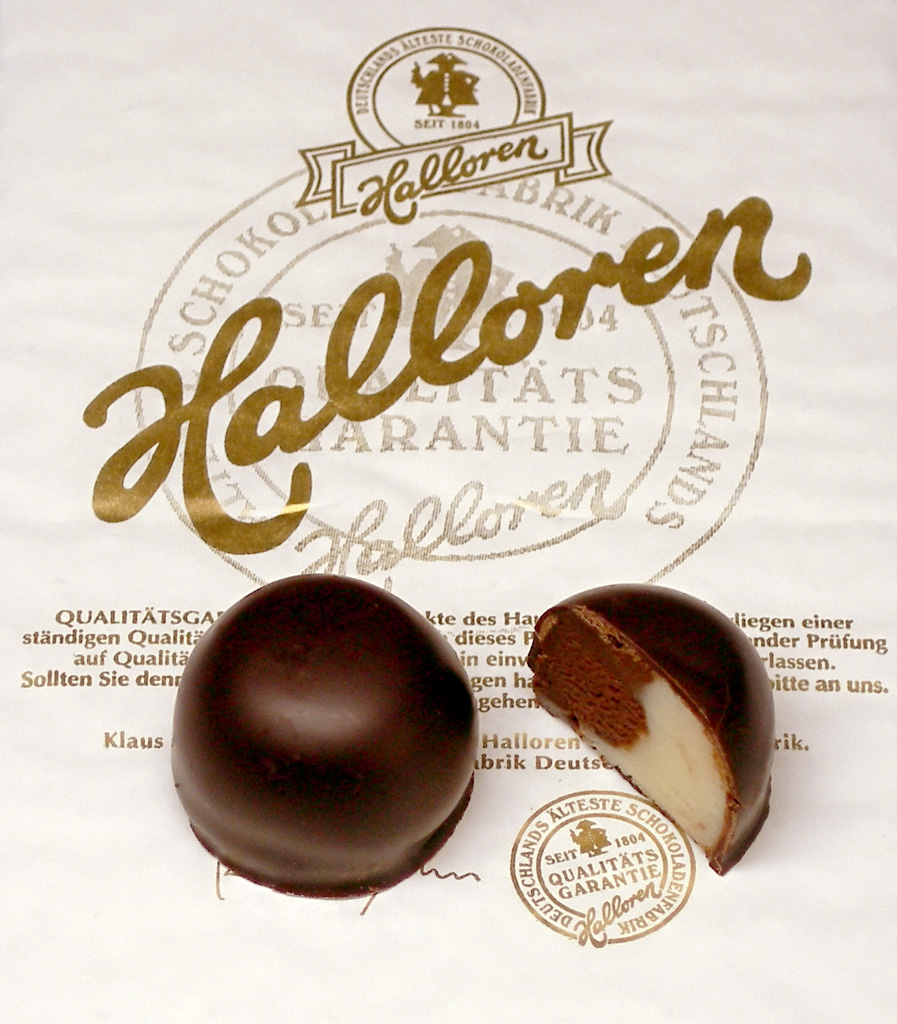
Halloren-Kugeln

Halloren Schokoladenfabrik AG es la fábrica de chocolate más antigua de Alemania aún en funcionamiento. La empresa fue fundada en Halle an der Saale (Sajonia-Anhalt) por Friedrich August Miethe en 1804, y a día de hoy sigue teniendo su sede social y su producción principal en Halle. Su producto más famoso son los "Halloren-Kugeln" (bolas de Halloren), unas bolas de chocolate con diversos rellenos que toman su nombre de los antiguos salineros de Halle, los "Halloren", cuyo traje de gala tiene unos botones plateados en forma de bola.
En 1851, Friedrich David se hizo cargo del negocio. La empresa, bajo el nombre Friedrich David & Söhne, prosperó y se hizo conocida por los chocolates de la marca Mignon. En 1905, la empresa se convirtió en una sociedad anónima, David & Söhne AG. La compañía pasó a llamarse Mignon Schokoladenwerke AG en 1933 por temor a que el nombre de David pudiera asociarse con los judíos, en el contexto del boicot de la Alemania nazi a los negocios regentados por judíos.
En 1950, tras la guerra, la fábrica fue nacionalizada y reconvertida en "empresa de propiedad popular" (Volkseigener Betrieb). En 1952 fue renombrada a Halloren, en honor a los antiguos salineros de Halle. Era la principal fabricante de chocolate de la RDA y aún hoy sigue siendo popular en el este de Alemania. En 1992, tras la reunificación de Alemania, la compañía fue privatizada. 
La producción sigue estando en Halle, en la fábrica original construida en 1896. Junto a ella se encuentra el "Museo del Chocolate Halloren" (Halloren Schokoladenmuseum), inaugurado en 2002, y que cuenta con exposiciones sobre la historia del chocolate, máquinas para hacer chocolate, moldes, figuras y una ventana panorámica desde donde se puede ver el proceso de fabricación.

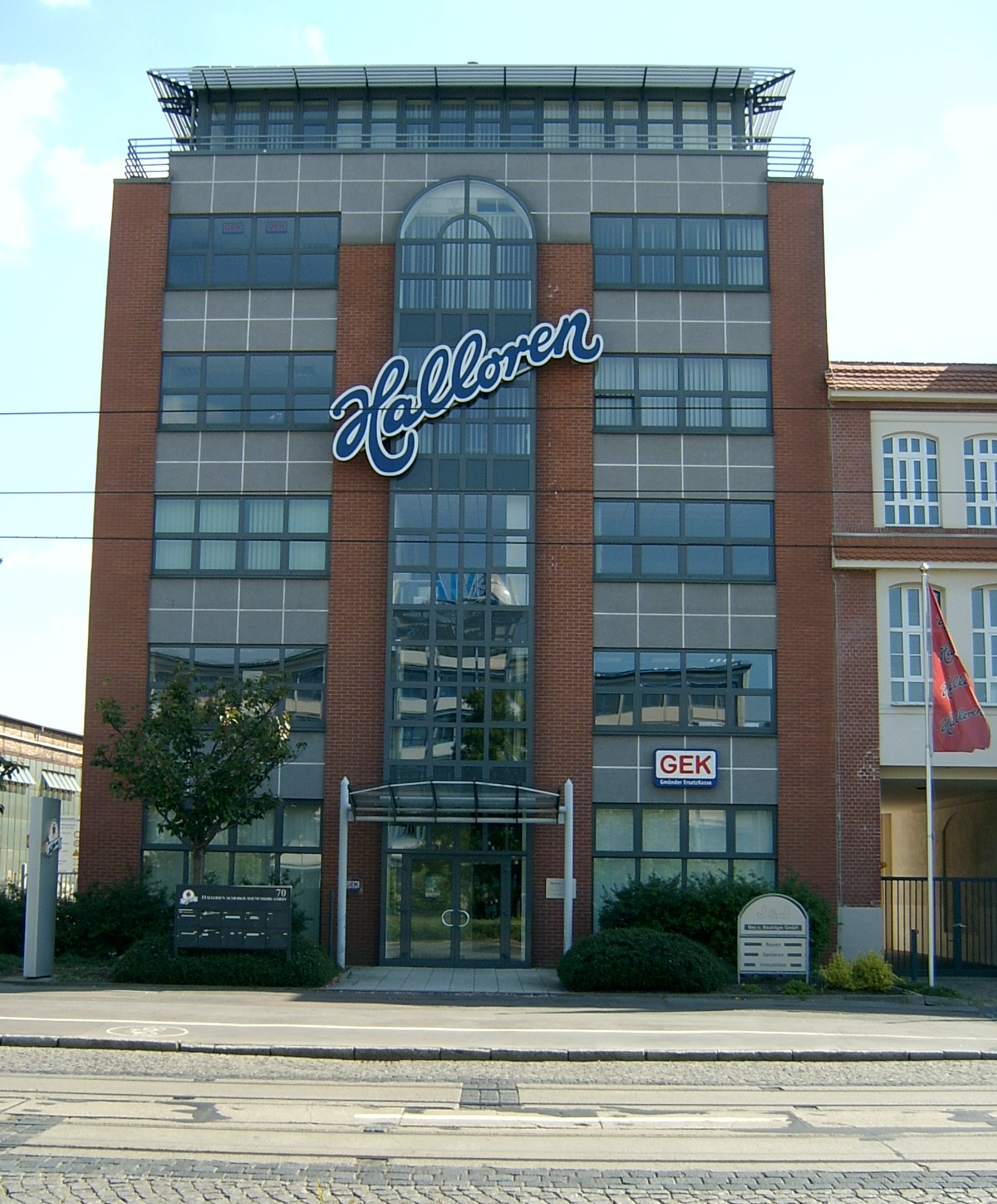
Entrada principal de la fábrica de Halloren en Halle